# BD+60°2522
BD+60°2522 är en ensam stjärna i den mellersta delen av stjärnbilden Cassiopeja. Den har en skenbar magnitud av ca 8,67 och kräver åtminstone en stark handkikare eller ett mindre teleskop för att kunna observeras. Baserat på parallax enligt Gaia Data Release 3 på ca 0,33 mas, beräknas den befinna sig på ett avstånd på ca 9 800 ljusår (ca 3 000 parsek) från solen. Den rör sig närmare solen med en heliocentrisk radialhastighet på ca -26 km/s. Stjärnan ingår i stjärnföreningen Cassiopeia OB2 i Perseusarmen av Vintergatan på ca 8 500 ljusårs avstånd från solen.

## Egenskaper
BD+60°2522 är en blå till vit ljusstark jättestjärna av spektralklass O6.5(f)(n)p, som med sin stjärnvind har producerat Bubbelnebulosan (NGC 7635). Den exakta klassificeringen av stjärnan är osäker, med ett antal spektrala särdrag och inkonsekvenser mellan stjärnans utseende och effekterna på den närliggande nebulositeten, men det är utan tvekan en mycket ljusstark, het massiv stjärna.  
Den har en massa som är ca 44 solmassor, en radie som är ca 15 solradier och har ca 398 000 gånger solens utstrålning av energi från dess fotosfär vid en effektiv temperatur av ca 37 500 K.

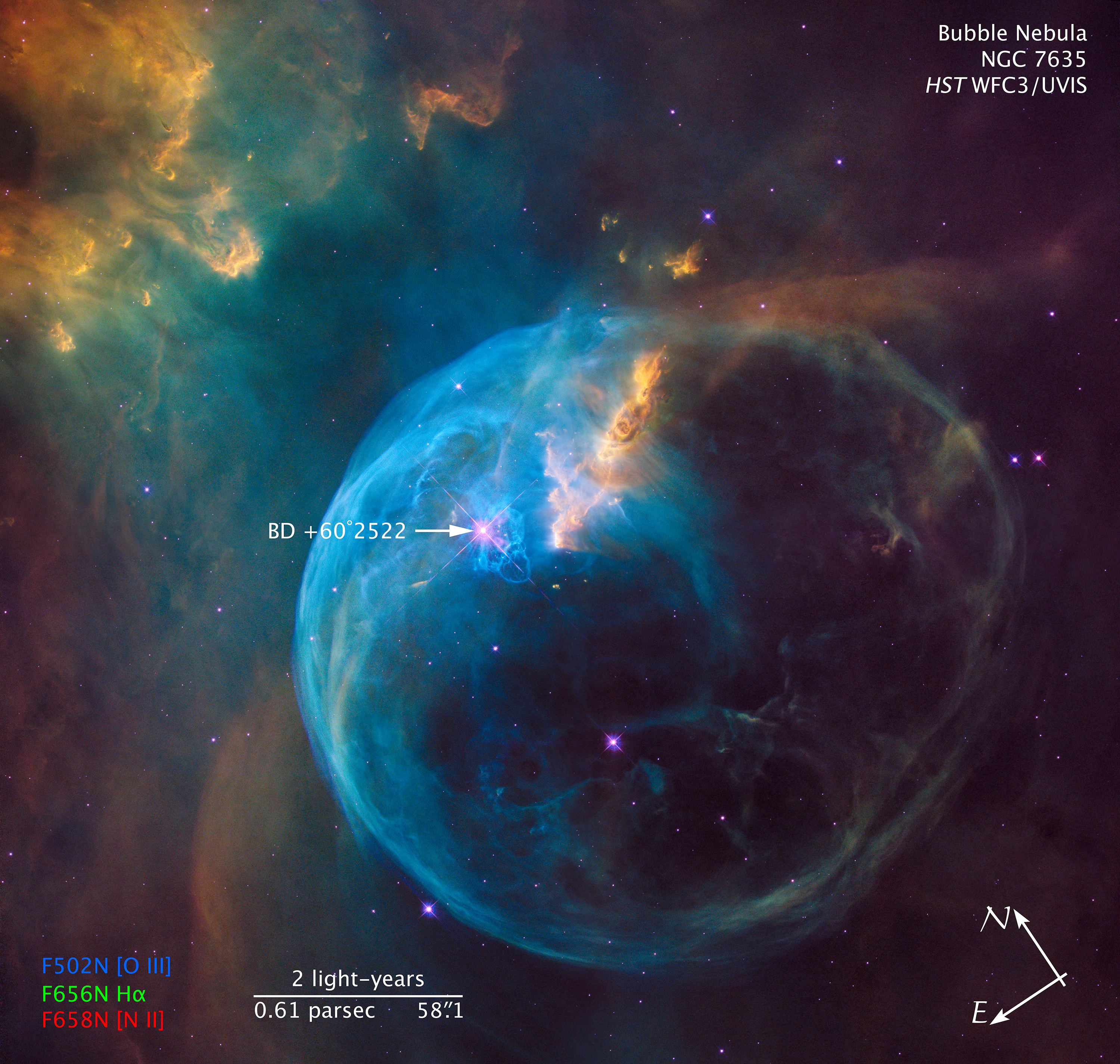
NGC 7635 omgivning av BD+60°2522. Bild: NASA, ESA och the Hubble Heritage Team (STScI/AURA)

Även om BD+60°2522 är cirka två miljoner år gammal, är den omgivande nebulosan tydligen bara ca 40 000 år gammal. Bubblan förväntas bildas som en chockfront där stjärnvinden möter interstellärt material i supersoniska hastigheter. Vinden från BD+60°2522 rör sig utåt med 1 800–2 500 km/s, vilket gör att stjärnan förlorar över en miljondels solmassa per år.